# Magdalena Gorzkowska
Magdalena Gorzkowska (née le 30 avril 1992) est une athlète polonaise, spécialiste du 400 mètres.

## Biographie
Médaillée d'argent du relais 4 × 400 m lors des championnats d'Europe juniors 2011, elle se classe huitième de l'épreuve lors des championnats d'Europe 2012. En 2013, lors des championnats d'Europe espoirs, elle s'adjuge la médaille d'or du 4 × 400 m.
En 2016, elle remporte la médaille de bronze du relais 4 × 400 m lors des championnats du monde en salle de 2016, en compagnie de Ewelina Klocek, Małgorzata Hołub et Justyna Święty.